# الشراع (مجلة)
الشراع هي مجلة أسبوعية عربية تصدر في لبنان. تعد المجلة واحدة من أقدم المنشورات في البلاد.

## التاريخ والملف الشخصي
أُطلقَت مجلة الشراع في عام 1948. وتُوصف منذ بدياتها بأنها مجلة منشورات مؤيدة لسوريا، مقر المجلة في بيروت.

## المحتوى
كانت المجلة أول من كشف عن أن الولايات المتحدة كانت تبيع أسلحة سرًّا لإيران، وهي الفضيحة التي تطورت في نهاية المطاف إلى قضية إيران كونترا. نُشر التقرير في المجلة بتاريخ 3 تشرين الثاني 1986. وعلى الرغم من عداء إيران وأمريكا إلا إن الأخيرة قررت بيع الأسلحة لطرفي الحرب في العراق وإيران وذلك لإطالة أمد الحرب وزيادة الخسائر في الدولتين ورفع أرباح شركات الأسلحة الأمريكية، إلا أن بيع الأسلحة لإيران بعد أزمة الرهائن الأمريكيين في إيران، شكَّل صدمة للوعي الأمريكي.

## طالع أيضًا
- قائمة المجلات في لبنان [الإنجليزية]